# Syconessa panicula
Syconessa panicula är en svampdjursart som beskrevs av Wörheide och Hooper 2003. Syconessa panicula ingår i släktet Syconessa och familjen Heteropiidae. Inga underarter finns listade i Catalogue of Life.